# Akikaze
L'Akikaze (秋風, Autumn Wind) est un destroyer de classe Minekaze construit pour la Marine impériale japonaise pendant les années 1920.

## Historique
Neuvième navire de sa classe, l'Akikaze est construit à l'arsenal naval de Maizuru. Sa quille est posée le 7 juin 1920, il est lancé le 14 décembre 1920 et achevé le 1er avril 1921 pour une mise en service le 16 septembre. Il rejoint ses navires jumeaux Hakaze (en), Tachikaze (en) et Hokaze (en) dans le district naval de Yokosuka pour former la 4e division de destroyers de la 1re escadre de torpilles (第1水雷戦隊). En 1938-1939, la division est affectée aux patrouilles du littoral chinois en appui aux opérations japonaises durant la deuxième guerre sino-japonaise.
Au début de la Seconde Guerre mondiale, l'Akikaze effectue des missions d'escorte de patrouille et de convoi. Au moment de l'attaque sur Pearl Harbor, il est assigné à la 34e division de destroyers déployée depuis Takao, dans le cadre de l'opération M (invasion des Philippines), escortant également des convois à Davao et à Legazpi.
De janvier à fin avril 1942, l'Akikaze est basé à Davao, escortant des bâtiments entre Davao et Ambon. Après un bref retour à Maizuru pour des réparations en mai 1942, il rejoint Rabaul où il escorte des transports dans tout le Pacifique. Le 14 mars 1943, l'Akikaze et deux autres destroyers attaquèrent un sous-marin — probablement l’USS Triton (en) — près de l’île de Kairiru.
Le 18 mars, l'Akikaze fut le théâtre de crimes de guerre. Lors de la construction d'une base d'hydravions sur l'île de Kairiru, le destroyer évacua le personnel des quartiers généraux des missions catholiques de l'île ainsi que plusieurs personnes de Wewak. Parmi eux, Mgr Joseph Loerks, 38 missionnaires (31 d'entre eux étaient des ressortissants allemands), dont 18 religieuses, une fille de Nouvelle-Guinée et deux bébés chinois. Peu après, le navire fit escale à Manus où il embarqua 20 personnes de plus, la plupart étant allemands, dont six missionnaires de la mission évangélique Liebenzell, trois religieuses et trois prêtres, un nourrisson européen, un propriétaire de plantation nommé Carl Muster et son surveillant Peter Mathies, ainsi que deux Chinois et quatre Malais. Les prisonniers auraient dû être internés à Rabaul, mais durant le transit, « la totalité des adultes ont été attachés par les mains sur une potence à la poupe du bateau, puis abattus par un fusil ou une mitraillette avant d'être balancés par-dessus bord. Les trois nouveau-nés présents à bord ont été jetés en mer vivants, ». Plusieurs ressortissants américains figurants parmi les victimes, la Section australienne des crimes de guerre à Tokyo ouvrit une enquête, remettant l'affaire aux autorités américaines le 18 juillet 1947. Cependant, ceux-ci ne prendront aucune mesure pour arrêter les coupables et l'affaire sera classée sans suite.
Après de nouvelles réparations à Maizuru en avril 1943, l'Akikaze reprend ses patrouilles et escortes de convois en mer de Bismarck. Le 2 août, il est fortement endommagé lors d'un raid aérien au cours duquel 23 hommes d'équipage décèdent. Réparé en septembre, il retourne à Rabaul à la mi-novembre et effectue plusieurs opérations Tokyo Express depuis la Nouvelle-Guinée d'octobre 1943 à février 1944. Le 30 décembre 1943, le destroyer appareille de Truk où il est accompagné du Yamagumo. Il escortent un convoi rapide de transports de troupes composé des croiseurs légers Noshiro et Oyodo. Le 1er janvier, le convoi est attaqué par l'aviation embarquée de la Task Force 38 commandée par le contre-amiral Sherman : USS Bunker Hill et USS Monterey. Les Noshiro et Yamagumo sont endommagés, mais le convoi arrive à Kavieng le même jour et parvient à débarquer les renforts. Il repart de Kavieng le 4 janvier et arrive à Truk le lendemain. En février 1944, il prend part à l'évacuation de Truk puis reprend ses fonctions d'escorte où il rejoint la 30e division de destroyers, qui sera affecté à la Flotte combinée le 20 août.
En octobre, il fait partie de l'escorte de la 2e force d'approvisionnement de la Force nordique de l'amiral Ozawa pour la bataille du golfe de Leyte. Le 25 octobre 1944, à la bataille du cap Engaño, il recueille les naufragés du torpillage du pétrolier Jinei Maru, les débarquant à Mako.
L'Akikaze appareille de Sasebo le 30 octobre 1944. Il escorte alors le porte-avions Jun'yō et le croiseur léger Kiso, chargés d'approvisionner en munitions l'escadre de Kurita à Brunei, accompagné des destroyers Uzuki et Yuzuki. Le 3 novembre à 22 h 50, le sous-marin USS Pintado (en) (commandé par le capitaine de corvette Bernard A. Clarey), lance une gerbe de six torpilles sur le Junyo, à 160 milles (257 km) à l'ouest du cap Bolinao (Luçon). L'Akikaze s'interpose volontairement sur la trajectoire des torpilles pour protéger le porte-avions et coule avec la totalité de son équipage à la position géographique 16° 48′ N, 117° 17′ E.
L'Akikaze est rayé des listes de la marine le 10 janvier 1945.